# Фунтиков, Павел Владимирович
Павел Владимирович Фунтиков (род. 10 февраля 1972, Москва) — российский спортсмен и тренер по самбо и дзюдо, мастер спорта России международного класса по самбо, Заслуженный тренер России по самбо и дзюдо. Дважды чемпион России по дзюдо (1997, 1998). Дважды чемпион Европы по самбо (1995, 1997). Заслуженный работник физической культуры Российской Федерации (2023).

## Биография
Тренировался у заслуженных тренеров России — Комарова Олега Витальевича и Хабирова Валентина Викторовича, был двукратным чемпионом Европы (1995 и 1997), бронзовым призёром последнего Чемпионата СССР, серебряным призёром Кубка России, неоднократным призёром Первенств СССР и Чемпионатов России по самбо, двукратным чемпионом России по дзюдо (1997 и 1998), был чемпионом, серебряным и бронзовым призёром командного Чемпионата России по дзюдо.
Окончил Российский университет спорта «ГЦОЛИФК» (1994). В 2002—2008 годах работал старшим тренером клуба «Самбо-70» — трёхкратный призёр кубка Европы по дзюдо среди клубных команд, победитель лично-командного турнира в Монако. На протяжении последних 10 лет признается «Лучшим мужским тренером» по самбо и дзюдо Федерациями самбо и дзюдо города Москвы. С 2008 года исполнительный директор Федерации самбо Москвы.
Является младшим братом актёра Василия Фунтикова.

## Спортивные результаты
- Чемпионат Европы по самбо 1995 —
- Чемпионат России по самбо 1997 —
- Чемпионат России по дзюдо 1997 —
- Чемпионат Европы по самбо 1997 —
- Чемпионат России по дзюдо 1998 —

## Звания
- Мастер спорта России международного класса
- Заслуженный тренер России

## Награды
- Медаль ордена «За заслуги перед Отечеством» II степени (9 августа 2013 года)[3]
- Заслуженный работник физической культуры Российской Федерации (8 ноября 2023 года) — за большие заслуги в развитии и популяризации самбо в Российской Федерации, многолетнюю добросовестную работу[4]

## Известные ученики
- Алямкин, Василий Григорьевич — чемпион Европы по самбо, серебряный призёр Кубка России по самбо, чемпион мира среди полицейских и пожарных по дзюдо, Заслуженный тренер России, мастер спорта международного класса;
- Артемьев, Артём Сергеевич;
- Клецков, Никита Валерьевич — самбист, чемпион и призёр чемпионатов России, Европы и мира, обладатель Кубка России и Суперкубка мира, Мастер спорта России международного класса;
- Клецков, Дмитрий Валерьевич;
- Кокович, Илья Игоревич — чемпион и призёр чемпионатов России по дзюдо, чемпион России по самбо, призёр чемпионата мира по самбо, мастер спорта;
- Леонтьев, Владимир Александрович;
- Михайлин, Александр Вячеславович — заслуженный мастер спорта России, серебряный призёр Олимпийских игр 2012 года в Лондоне. 4-кратный чемпион мира, 6-кратный чемпион Европы и 9-кратный чемпион России; 16-кратный победитель турниров Мирового кубка, Гран-При, Большого шлема, 8-кратный чемпион мира среди военнослужащих;
- Михайлин, Вячеслав Вячеславович — чемпион и призёр чемпионатов России по самбо, призёр чемпионатов России по самбо, чемпион Европы и мира по самбо, Заслуженный мастер спорта России;
- Носов, Дмитрий Юрьевич — заслуженный мастер спорта по дзюдо, мастер спорта по самбо. Бронзовый призёр Игр XXVIII Олимпиады в Афинах. Победитель Олимпийских игр среди полицейских. Призёр чемпионатов России и Европы;
- Олифир, Сергей Валерьевич;
- Павлов, Денис Александрович;
- Перепелюк, Андрей Александрович;
- Приказчиков, Владимир Александрович — чемпион и призёр чемпионатов России, Европы и мира по самбо, Заслуженный мастер спорта России;
- Рябов, Сергей Викторович — чемпион и призёр чемпионатов России по самбо и дзюдо, призёр чемпионата мира по самбо, мастер спорта России;
- Ширяев, Максим Сергеевич — призёр чемпионатов России по самбо и дзюдо;
- Шпагин, Евгений Анатольевич.